# Klaus Mäkelä

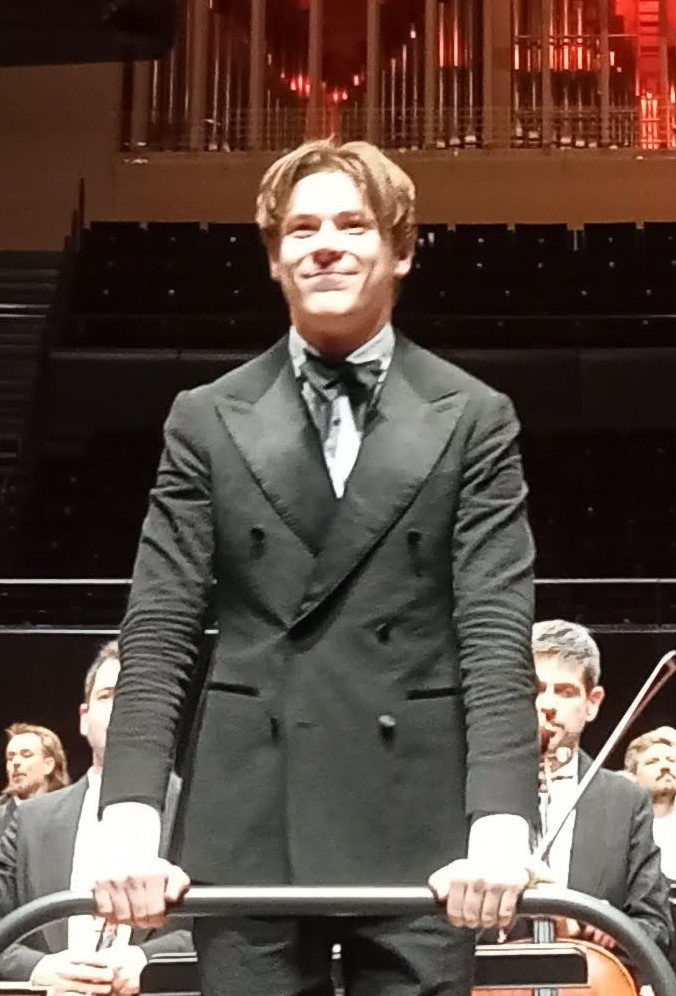
Klaus Mäkelä (2022)

Klaus Mäkelä (* 17. Januar 1996 in Helsinki) ist ein finnischer Violoncellist und Dirigent.

## Leben
Mäkelä wurde in eine Musikerfamilie hineingeboren. Sein Vater ist der Violoncellist Sami Mäkelä, seine Mutter die Pianistin Taru Myöhänen-Mäkelä. Sein Großvater Tapio Myöhänen ist Geiger und Bratschist. Seine jüngere Schwester Ellen Mäkelä tanzt im finnischen Nationalballett. Mäkelä studierte an der Sibelius-Akademie Dirigieren bei Jorma Panula und Violoncello bei Marko Ylönen, Timo Hanhinen und Hannu Kiiski. Bereits im Alter von zwölf Jahren, als er im Chor der finnischen Nationaloper sang, interessierte er sich für das Dirigieren. Klaus Mäkelä wird unterstützt durch die Finnische Kulturstiftung, die Deutsche Stiftung Musikleben, die Pro Musica Foundation, die Wegelius Foundation, die Jorma Panula Foundation und die Sibelius Academy Foundation.
Als Orchestersolist konzertierte er schon früh mit mehreren finnischen Orchestern wie dem Lahti Symphony Orchestra, Kuopio Symphony Orchestra und der Jyväskylä Sinfonia. Er trat auch schon früh auf finnischen Musikfestivals wie dem Kuhmo Chamber Music Festival und dem Naantali Music Festival auf. Als Cellist spielte er dabei auf einem Cello von Giovanni Grancino aus dem Jahr 1698. Seit der Konzertsaison 2019/20 tritt Mäkela mit internationalen Orchestern wie dem NDR Elbphilharmonie Orchester Hamburg, den Münchner Philharmonikern, den Bamberger Symphonikern, dem Orchestre Philharmonique de Radio France, dem Orquesta Nacional de España, dem Concertgebouworkest Amsterdam, dem London Philharmonic Orchestra und anderen auf.
Im Oktober 2018 mit Wirkung zum Herbst 2020 wurde Mäkelä zum Chefdirigenten und künstlerischen Berater der Osloer Philharmoniker ernannt, und seit 2021 ist er Musikdirektor des Orchestre de Paris. Darüber hinaus war er von 2017 bis 2021 Erster Gastdirigent des Schwedischen Radio-Sinfonieorchesters. Seit Februar 2018 wirkt Mäkelä als Künstlerischer Direktor des finnischen Turku Music Festivals. Am 10. Juni 2022 gab das Concertgebouworchester bekannt, dass Mäkelä mit Beginn der Spielzeit 2027/28 Chefdirigent des Orchesters werden soll.
2022 dirigierte er erstmals als Gastdirigent das Chicago Symphony Orchestra (CSO). Anfang April 2024 gab das Orchester bekannt, dass Mäkelä es ab der Saison 2027/28 als Chefdirigent leiten soll.
Mäkelä arbeitet auch im Bereich der Oper. Sein Operndebüt gab er mit einer Aufführung von Mozarts Zauberflöte an der Finnischen Nationaloper. Er gab auch eine konzertante Aufführung von Erkki Melartins Oper Aino.

## Diskografie
- Sibelius: 7 Sinfonien, Tapiola, 3 Späte Fragmente – Osloer Philharmoniker · Decca (2022)
- Strawinsky: Le Sacre du printemps, L’Oiseau de feu – Orchestre de Paris · Decca (2023)
- Strawinsky: Pétrouchka; Debussy: Jeux, Prélude à l’après-midi d’un faune – Orchestre de Paris · Decca (2024)